# Qurac
El estado árabe de Qurac, es un ficticio país que existe en el Universo DC. Es un país del Medio Oriente, ubicado en el Golfo Pérsico, se encuentra  entre los países de Irak, Arabia Saudita y Omán. Qurac es conocido en el Universo DC por ser un estado teocrático y militarista, además de haber sido patrocinador del terrorismo, ya que ha sido la base de operaciones de la organización terrorista archienemiga del Escuadrón Suicida, Yihad.
Qurac debutó en las páginas de DC Comics en Tales of the Teen Titans Vol. 1 #51 (marzo de 1985), y fue creado por Dick Giordano y George Perez.

## Historia
Esta nación del golfo  Pérsico, Qurac abarca a lo largo el borde oriental desde la península del Sinaí hasta Omán y Rub 'al Khali en el sur, limitando con Arabia Saudita y el Summan en el oeste, e Irak y Wadi al Batin en el norte. Qurac se le considera como una nación que está fuera de la ley por la mayoría de las naciones miembros de la ONU, debido a su ideal y política antiestadounidense, además ha sido un importante patrocinador de terrorismo que ha liderado contra Occidente.
Qurac estaba originalmente bajo el dominio del Imperio otomano hasta la Primera Guerra Mundial, cuando fue derrocado éste por fuerzas árabes e inglesas. Después de la guerra, esta área se mantuvo dentro del mandato británico hasta la Segunda Guerra Mundial. Desde ese momento, el primer ministro Al-Gailiani de Irak, un ardiente nacionalista árabe, reemplazó al gobierno moderado iraquí con un gobierno pro "eje", lo cual llevó a la invasión británica de Basora en mayo de 1941. Uno de los principales partidarios de Al-Gailiani, Hassan al-Sadr, huyó al sur creando un ejército con hombres de las tribus árabes de dicha nación. Tomando el nombre de Sulieman y ayudado con materiales y fondos de guerra alemanes, estableció la nación de Qurac. A cambio, dejó que los alemanes construyeran la fortaleza Jotunheim, donde podría ser peor obstáculo para los aliados en el Golfo Pérsico y Omán. El régimen de Sulieman fue derrocado al final de la guerra y se declaró una república que duró hasta la década de 1970, cuando se declaró un golpe militar, liderado por el general Hurrambi Marlo , que derrocó al régimen civil del momento y declaró una dictadura militar.
Mucho tiempo después, gran parte de las reservas de petróleo de Qurac se contaminaron debido a la presencia de un dispositivo nuclear y no permitió que el principal recurso natural del país estuviese disponible, llevando a una crisis económica. Marlo culpó del desastre a los agentes occidentales, según el, esto se debió supuestamente a que trataban de derrocar a su régimen, por lo que la mayoría de los observadores de la ONU y el resto de países creyeron que fue causado por los propios Quracis, ya que acusaron al régimen de estar probando un dispositivo nuclear sin el debido cuidado o protección adecuado. Desde entonces, Marlo se embarcó en una cruzada al apoyar y financiar el terrorismo internacional.
Quarc pronto atrajo la ira de Superman, después de que desde allí se cometiera una serie de ataques terroristas que tocaron suelo estadounidense, especialmente, aquellos cometidos en la ciudad de Metrópolis, por lo que el Hombre de Acero se embarcó en destruir gran parte de la capacidad militar de Qurac. Sin embargo, esto no disuadió a Marlo para poner fin a sus ingresos, y decidió crear grupo de terroristas meta-humanos llamado Yihad, hasta que su base y sus operaciones fueron desmantelados por el Escuadrón Suicida. Marlo finalmente fue capturado por fuerzas especiales occidentales y llevado a los EE. UU. para enfrentar un juicio.

### El ataque nuclear terrorista deChesire
La asesina a sueldo y kunohichi Cheshire detonaría una ojiva nuclear rusa robada, sobre la ciudad capital, destruyéndola por completo, Ella quiso demostrar al mundo que estaba dispuesta a usar las armas que había robado, por lo que eligió a un país que sabía que a las potencias mundiales les importaba poco, como se vio en las páginas de "Deathstroke, The Terminator" Vol. 1 #19 (febrero de 1993). Más tarde sería capturada y llevada a juicio, como apareció en las páginas del cómic The Titans. Muchos de los supervivientes Quraci mutarían a formas superhumanas, como resultado de la radiación de la bomba. Una confrontación de estas personas les llevó a enfrentarse con varios equipos de Titanes, por lo que vieron como última opción a que algunos de ellos fuesen llevados por la fuerza a otra dimensión como medio de defensa propio.
El resto del país lograría perseverar, a pesar de dichas circunstancias, como se hizo saber en las páginas de JLA #85 del 2003. Bajo la influencia de una fuerza telepática externa, trabajando a través de la influencia del Detective Marciano, el último gobernante Quraci redactaría un borrador sobre una fusión entre su país y Bialya. La novela grágica escrita por el escritor de cómics Devin Grayson "Inheritance", menciona a Dabir, un hijo del mencionado nuevo presidente de Qurac tras el ataque de Cheshire, y a su primo Rashid.

### Checkmate
El país aparecería varias veces en el Volumen 1 de Checkmate cuando la agencia intentó fomentar una guerra civil dentro de sus fronteras respaldando a unos rebeldes prooccidentales, y de nuevo en el (Volumen 2) en el #6, cuando Rick Flag es rescatado de una prisión secreta Quraci por Tigre de Bronce.

### "Las Pruebas de Shazam"
Aquiles (el dios de la magia, no el héroe mitológico) resurgió en Qurac como un teniente en el Cuerpo de Marines de los Estados Unidos, donde este le pide a Freddy Freeman, que reclamara el manto como el nuevo Capitán Marvel, ya que demostraba ser digno al demostrarle su coraje ante Aquiles en combate contra un odio empático, una bestia capaz de alimentarse de la emoción. Sabina, una joven maga vinculada al "Consejo de Merlín", liberaría a la bestia mientras buscaría robarse algunos de los poderes de Shazam para ella misma y para el Consejo.

### Los Nuevos 52/DC: Renacimiento

#### Red Hood & the Outlaws Volumen 2
Qurac sería mencionado por haber derrocado a un "dictador brutal" que fue reemplazado por un régimen que es "igual de malo", aunque la neutralidad del narrador, en este caso Jason Todd, es algo sospechosa en este asunto ya que Roy Harper estaba encarcelado en aquel acontecimiento, por un régimen de "crímenes de guerra inventados" no especificado.

#### Wonder Woman Volumen 5
Recientemente, el líder terrorista de la nación de Qurac, el supervillano conocido como Rustam hizo alianza con la reina de las Bana-Mighdall, amenazando a la nación árabe de Qurac, debido a una serie de provocaciones de ambos bandos, por el reconocimiento de las amazonas de un territorio para las de Bana-Mighdall, donde Wonder Woman y Artemis lucharon para detener el conflicto entre ambos bandos, mientras suscitaba este conflicto, Rustam provocaba conspirar en el medio del conflicto para destruir ambos bandos.

## Sitios de interés

### Jotunheim
Jotunheim es una fortaleza construida en la región montañosa del sur de Qurac. Fue construida por los alemanes durante la Segunda Guerra Mundial. El nombre "Jotunheim" es una referencia a una legendaria "Tierra de los Gigantes" de acuerdo a la mitología nórdica, ya que cuando fue construida afirmarban que solo una raza de gigantes podría haberla construido. El terreno hace que el ataque aéreo sea extremadamente difícil, y la única entrada es por una pequeña puerta en la parte inferior. Solo se puede acceder por un pequeño puente que se puede subir o bajar a voluntad. 
El grupo terrorista Jihad ocuparía Jotunheim cuando el presidente Marlo los contrata para atacar a los Estados Unidos. Quimera, Ravan y Rustam tienen su propio dormitorio. Djinn está aparece en una de las viñetas de las páginas del "Suicide Squad" que se encuentra conectado a una computadora en la noche, Jaculi duerme en el techo, y Manticore hace su guarida en el fondo de un ascensor abandonado. La instalación también está equipada con un cuartel que alberga soldados y laboratorios diseñados para crear nuevos superhumanos. Amanda Waller enviaría a su Escuadrón Suicida para atacar a Jotunheim. Se infiltrarían en la fortaleza gracias al uso de portales transdimensionales, y se les muestra masacrado a la mayor parte los miembros de Yihad. El líder de la Jihad, Rustam, termina escapando.

## Apariciones en otros medios
- Qurac también tiene apariciones en la serie de televisión de Young Justice, en el episodio "Bereft", donde Batman menciona que Qurac es un páis vecino de Bialya, que actualmente es gobernado por Queen Bee. En el episodio "Image" se muestra como una democracia, similar a la presente Irak. La Reina Abeja intentaría usar a Psimon para obligar a su presidente Rumaan Harjavti (el líder de Bialya, siendo manipulado por Reina Abeja como en los cómics, y a quien también había usurpado del poder) a que acepte fusionar ambos países, sin embargo, el plan sería frustrado por el equipo. Los residentes notables en el país son Garfield y Marie Logan. En el episodio de la segunda temporada "Beneath", sin embargo, Qurac fue anexionada a Bialya.
- Qurac se menciona brevemente en los episodios de "Suicide Squad" y "Sara" de Arrow.
- También es mencionada brevemente por criminales al azar y el mismo Deathstroke en el videojuego Batman: Arkham Knight.